# Герцог Сантанджело

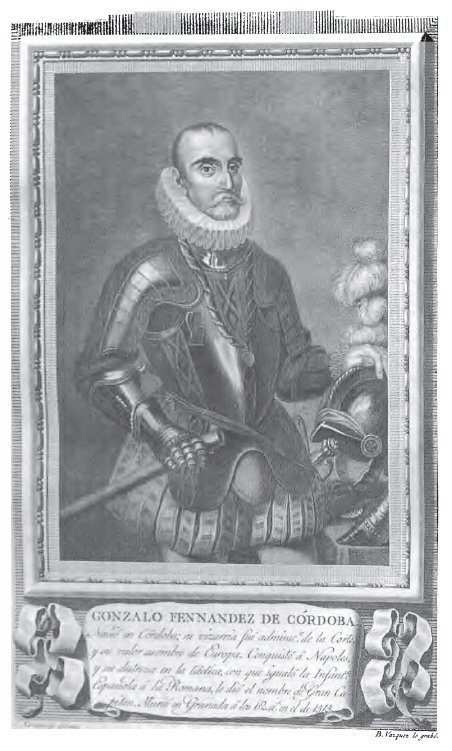
Великий капитан Гонсало Фернандес де Кордова.

Герцог Сантанджело — наследственный испанский титул, созданный 10 марта 1497 года католическими монархами Фердинандом Арагонским и Изабеллой Кастильской для испанского полководца Гонсало Фернандеса де Кордовы, «Великого Капитана», который командовал испанскими войсками в войне против Франции за обладание Неаполитанским королевством.
В 1504—1507 годах Гонсало Фернандес де Кордова занимал пост наместника Неаполя, сохраняя верность королю Фердинанду и королеве Изабелле, которые наградили его титулами и землями не только в Неаполе, но и в Кордове.
Став в 1497 году герцогом Сантанджело, Гонсало Фернандес де Кордова позднее получил от католических монархом титулы герцога де Терранова (1502) и герцога де Андрия, де Сесса и де Монтальто (1507).
Гонсало Фернандес де Кордова, был сыном Педро Фернандес де Кордовы, 5-го сеньора де Агилар-де-ла-Фронтера, 8-го сеньора де ла Каса де Кордова, 7-м сеньором де Канете-де-лас-Торрес, сеньором Патерна, Монтилья и т. д., который женился на своей кузине, Эльвире Эррере, внучке Альфонсо Энрикеса, адмирала Кастилии, сеньора де Медина-де-Риосеко.
В 1918 году испанский король Альфонсо XIII восстановил герцогский титул для Марии де ла Соледад Осорио де Москосо и Рейносо, 2-й герцогини де Сантанджело (1901—1975).

## Герцоги де Сантанджело
|                                                                | Титул | Период                                                         |
| Креация создана Фердинандом Арагонским и Изабеллой Кастильской | Креация создана Фердинандом Арагонским и Изабеллой Кастильской | Креация создана Фердинандом Арагонским и Изабеллой Кастильской |
| -------------------------------------------------------------- | --- | -------------------------------------------------------------- |
| I                                                              | Гонсало Фернандес де Кордова (1 сентября 1453 — 2 декабря 1515), сын Педро Фернандеса де Кордовы, 5-го сеньора де Агилар-де-ла-Фронтера и де Прьего | 1497-1515                                                      |
| II                                                             | Эльвира Фернандес де Кордова (ум. 18 сентября 1524), вторая дочь предыдущего от второго брака с Марией Манрике де Лара (ум. 1527) | 1515-1524                                                      |
| III                                                            | Гонсало Фернандес де Кордова и Фернандес де Кордова (27 июля 1520 — 3 декабря 1578), старший сын Луиса Фернандеса де Кордовы, 4-го графа де Кабра (ум. 1526), и Эльвиры Фернандес де Кордовы, 2-й герцогини де Сесса (ум. 1524)                                           | 1524-                                                          |
| Креация воссоздана Альфонсо XIII                               | |                                                                |
| IV                                                             | Мария де ла Соледад Осорио де Москосо и Рейносо (13 января 1901 — 15 марта 1975), вторая дочь Франсиско де Асиса Осорио де Москосо и Иордан де Уррьеса, 19-го маркиза де Асторга (1874—1952), и Марии Долорес де Рейносо и Керальт, 12-й графини де Фуэнклара (1880—1905) | 1918-1975                                                      |
| V                                                              | Луис Мария Гонзага де Касанова-Карденес и Барон (род. 24 апреля 1950), единственный сын Балтазара де Касанова-Карденас и де Феррера (1918—2006) и Марии де лос Долорес Барон и Осорио де Москосо, 22-й герцогини де Македа (1917—1989),                                   | 1980 — настоящее время                                         |